# Consolea rubescens
Consolea rubescens es una especie de planta suculenta perteneciente al género Consolea, dentro de la familia Cactaceae. Se distribuye por Puerto Rico y la Islas de Sotavento. 

## Descripción

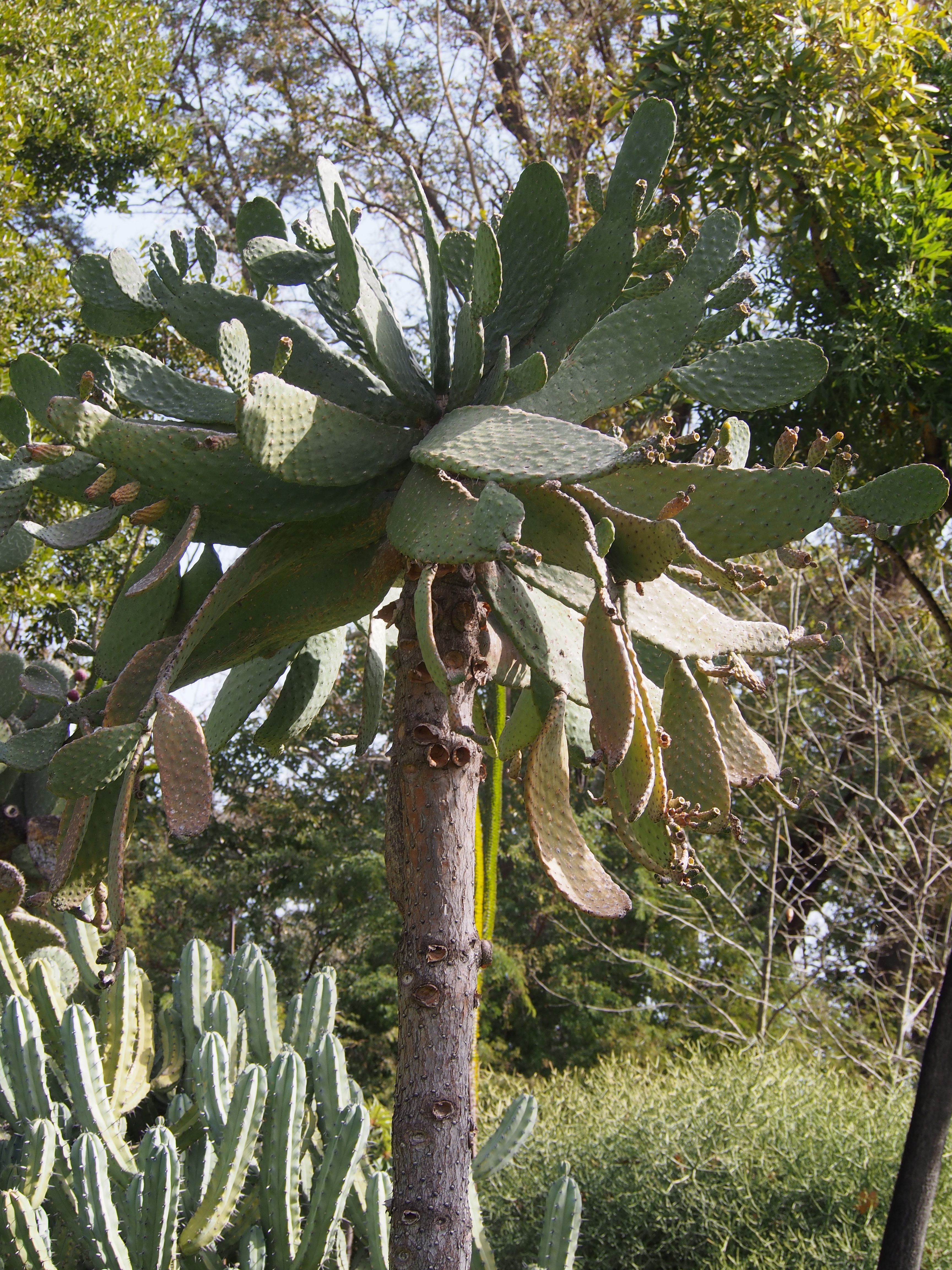
Vista de la planta

Consolea rubescens es una especie de cactus que crece en forma de árbol, con una copa ramificada y alcanzando alturas de hasta 6 m. Forma un tronco erecto con la base casi cilíndrica y está ligeramente comprimido lateralmente en la parte superior. Alcanza un diámetro de hasta 15 cm y está armado con mechones de espinas de hasta 8 cm de largo, aunque a veces pueden estar ausentes.

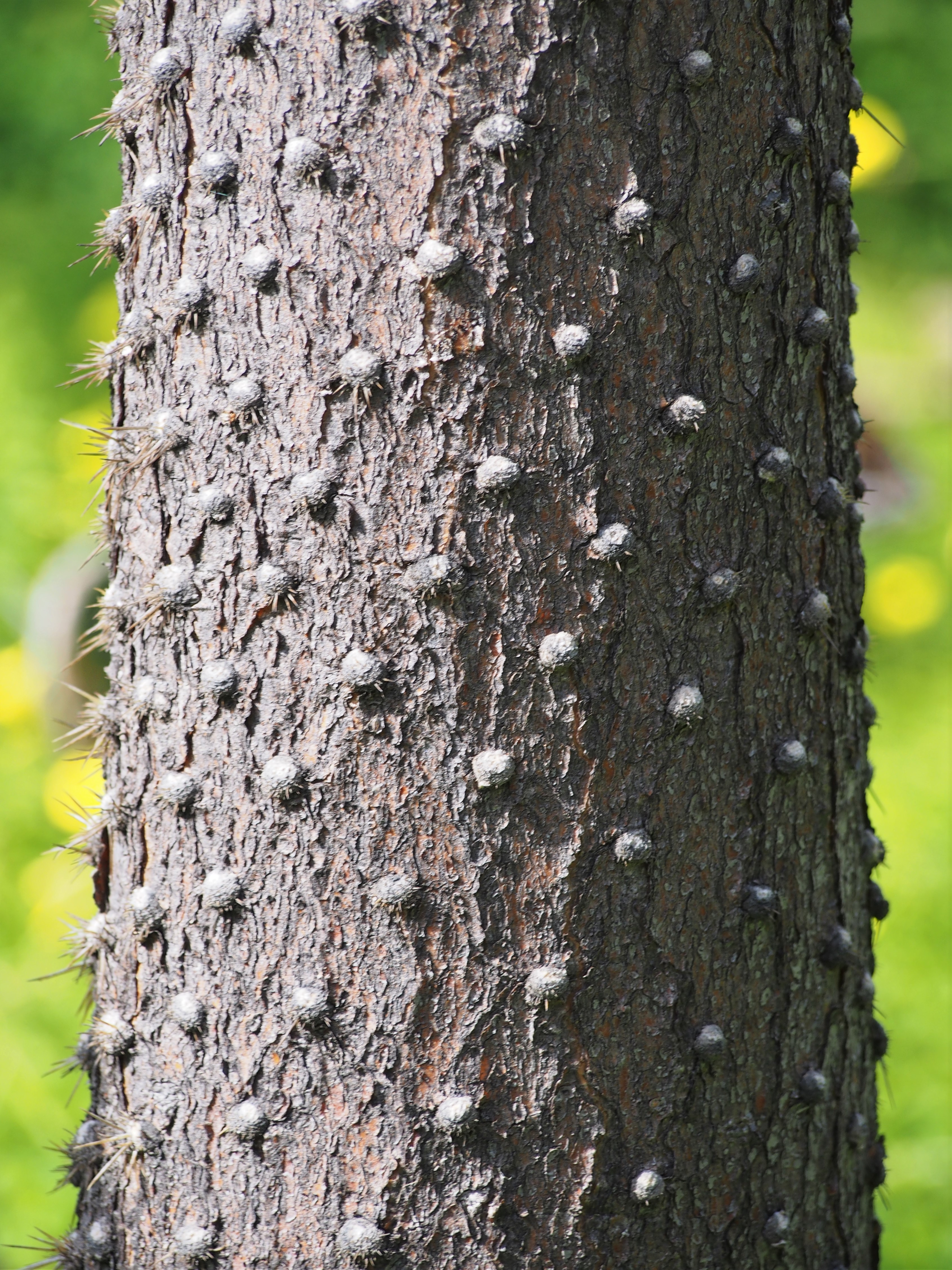
Detalle del tronco

Del tronco surgen ramas segmentadas y aplanadas que miden hasta 25 cm de largo. Son alargas u ovaladas, de color verde oscuro a verde rojizo y tienen forma de red en la etapa juvenil. Sobre ellas se asientan areolas espaciadas de 1 a 1,5 cm y ligeramente elevadas sobre pequeñas protuberancias.  Presentan gloquidios y espinas blanquecinas parecidas a agujas, de entre 1 y 6 cm de largo, aunque a veces pueden faltar.

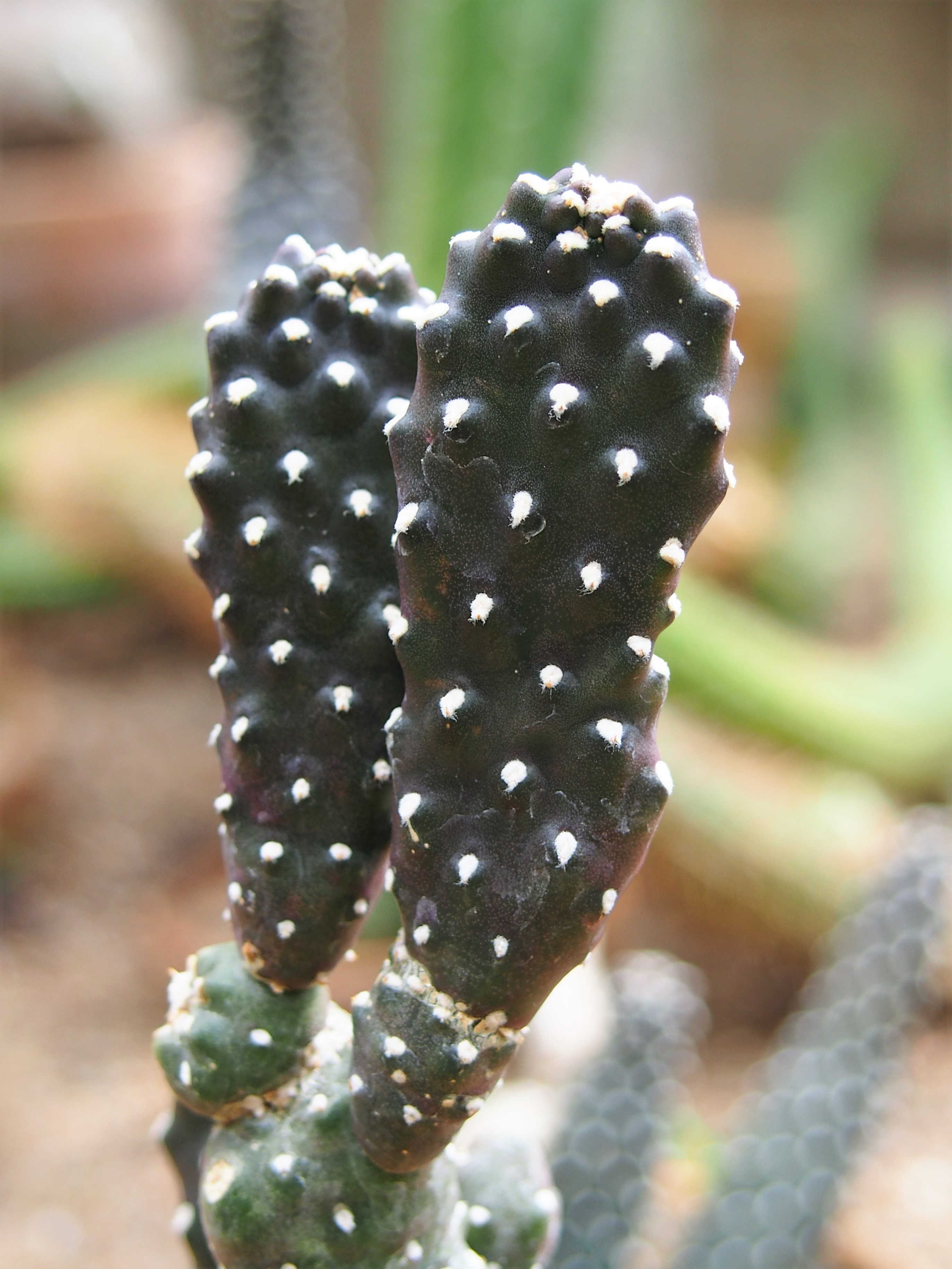
Detalle del tallo

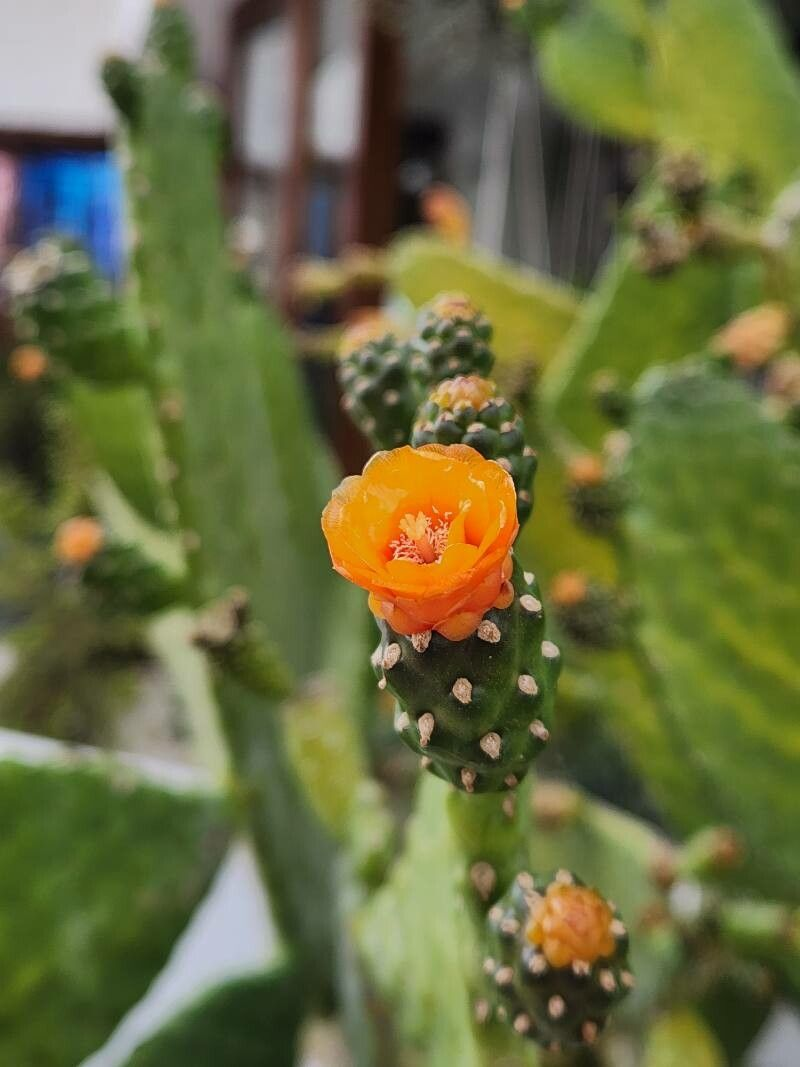
Detalle de la flor

Las flores son de color amarillo anaranjado que gradualmente se vuelven rojas, y se abren durante el día. Miden hasta 6 cm de largo y tienen un diámetro de 2 cm. Los frutos, de forma ovalada a esférica, son de color rojizo y alcanzan un diámetro de hasta 8 cm.

## Distribución y hábitat

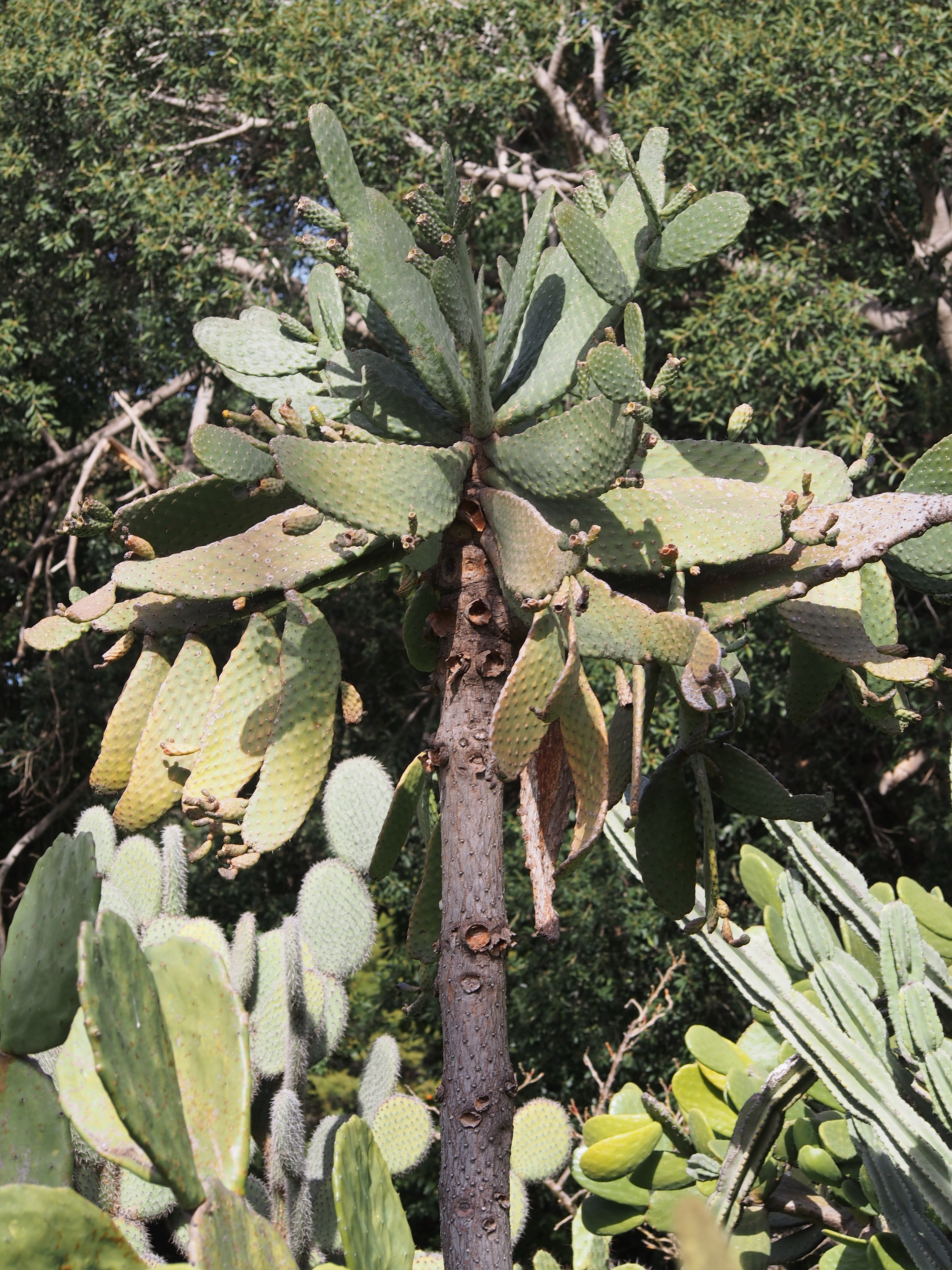
Cultivo

El área de distribución nativa de esta especie abarca desde Puerto Rico hasta las Islas de Sotavento y crece principalmente en el bioma tropical estacionalmente seco, a elevaciones de 0 a 50 metros de altitud.

## Taxonomía
La primera descripción de esta especie fue como Opuntia rubescens, publicada en 1828 por los botánicos Joseph de Salm-Reifferscheidt-Dyck y Augustin Pyrame de Candolle en el libro Prodromus Florae Novae Hollandiae et Insulae Van Diemen 3: 474.
Posteriormente, el botánico francés Charles Lemaire colocó la especie en el género Consolea, pasando a llamarse Consolea rubescens y anotando estos cambios en la revista ilustrada Revue Horticole 11:174 en el año 1862.

Etimología
- Consolea: nombre genérico otorgado en honor al botánico italiano Michelangelo Console, un inspector del Jardín Botánico de Palermo.
- rubescens: epíteto específico latino que significa 'que se vuelve rojo', haciendo referencia al color rojizo de los tallos de la especie.[6]

Sinonimia
- Consolea catocantha (Pfeiff.) Lem. (1862)
- Consolea guanicana (K.Schum. ex Gürke) F.M.Knuth (1936)
- Consolea moniliformis subsp. rubescens (Salm-Dyck ex DC.) Guiggi (2007)
- Opuntia catocantha Pfeiff. (1837)
- Opuntia guanicana K.Schum. ex Gürke (1908)
- Opuntia rubescens Salm-Dyck ex DC. (1828)
- Opuntia spinosissima K.Schum. (1898)

## Estado de conservación
En la Lista Roja de Especies Amenazadas de la UICN, la especie está clasificada como de “Preocupación Menor (LC)”.

## Usos
Se cultiva principalmente como planta ornamental y su propagación se realiza a través de esquejes o semillas.